# Chapelle-Voland
Chapelle-Voland ist eine französische Gemeinde im Département Jura in der Region Bourgogne-Franche-Comté. Sie gehört zum Arrondissement Lons-le-Saunier und zum Kanton Bletterans. Der Ort hat 626 Einwohner (Stand 1. Januar 2022), sie werden Chapellois, bzw. Chapelloises genannt und nennen ihre Gemeinde La Ch’pale.
Die Gemeinde grenzt im Westen und im Norden an das Département Saône-et-Loire und somit an Bosjean, Le Planois, Torpes, Montjay, Mouthier-en-Bresse, Bellevesvre und Beauvernois. Die Nachbargemeinden im Département Jura sind Mouthier-en-Bresse im Norden, Bellevesvre und Beauvernois im Nordosten, Commenailles im Osten, Relans und Nance im Südosten, Cosges im Süden, Bosjean im Südwesten, Le Planois im Westen sowie Torpes und Montjay im Nordwesten.

## Bevölkerungsentwicklung
| Jahr                       | 1962 | 1968 | 1975 | 1982 | 1990 | 1999 | 2008 | 2017 |
| -------------------------- | ---- | ---- | ---- | ---- | ---- | ---- | ---- | ---- |
| Einwohner                  | 932  | 822  | 703  | 615  | 596  | 567  | 613  | 602  |
| Quellen: Cassini und INSEE |      |      |      |      |      |      |      |      |

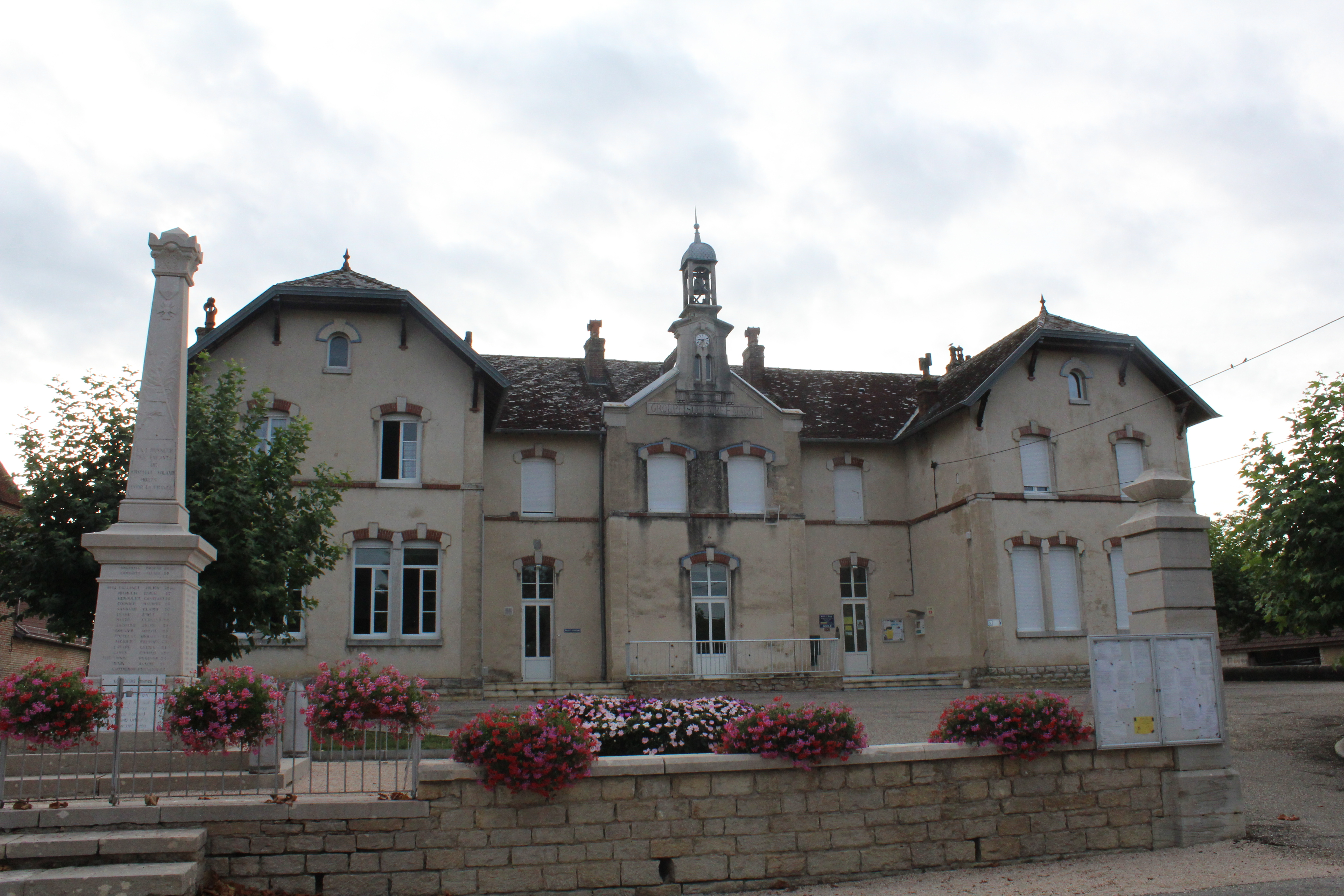
Mairie Chapelle-Voland
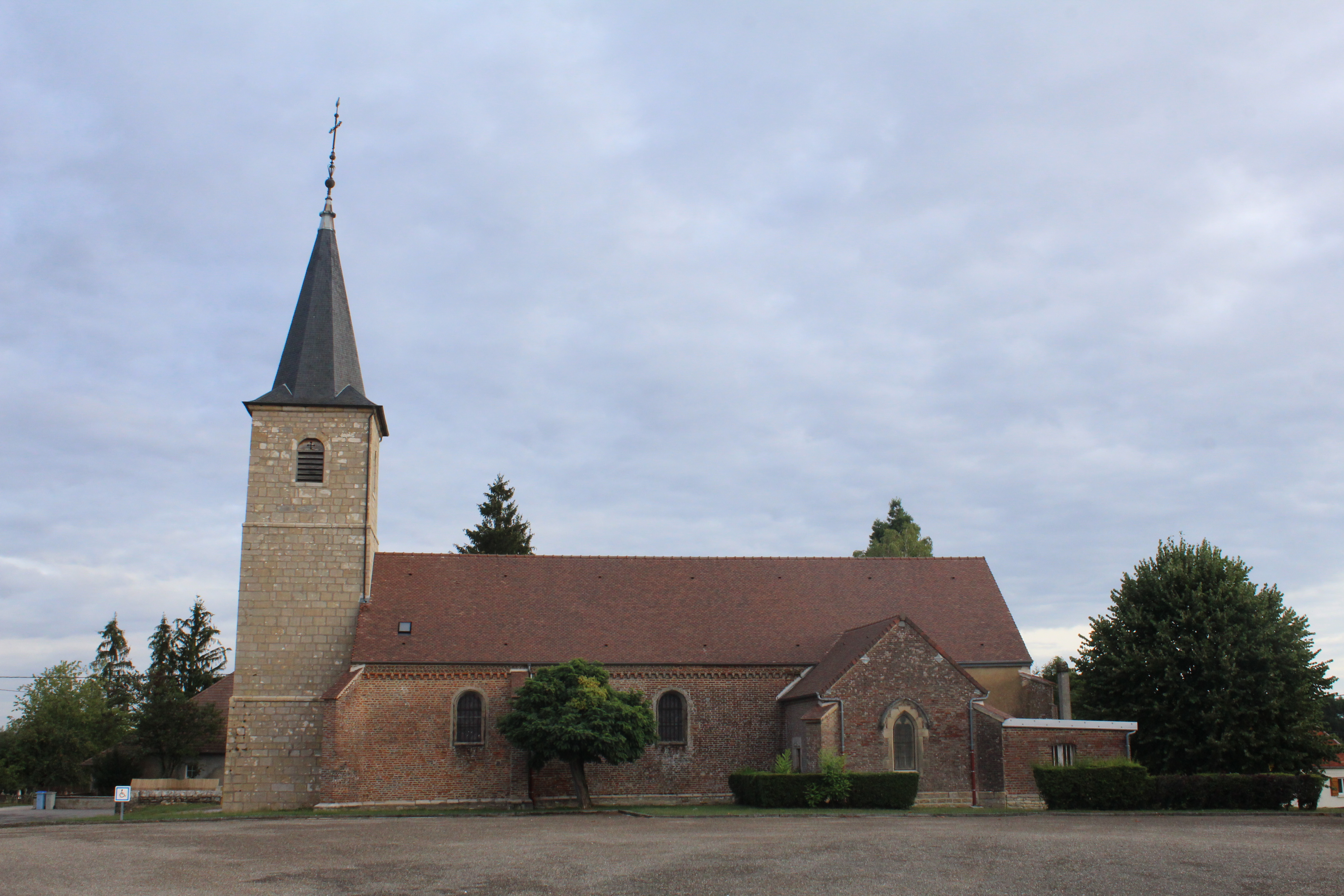
Kirche der Himmelfahrt der gesegneten Jungfrau

## Belege
1. ↑  Chapelle-Voland auf habitants.fr